# Lionhead Studios
Lionhead Studios — англійська студія-виробник мультиплатформних відеоігор. Заснована Пітером Моліньє в 1997 році в Лондоні. З 2006 року є суб'єктом Microsoft Game Studios. Штаб-квартира студії знаходилася в Гілфорді.
Перша гра студії, Black & White, випущена в 2001 році, принесла розробникам популярність. Також Lionhead Studios відома завдяки серії ігор Fable.
З 7 березня 2016 року, Microsoft оголосили про можливе закриття Lionhead Studios та скасування їхнього останнього проєкту Fable Legends. 29 квітня 2016, Lionhead Studios офіційно оголосили про закриття студії.

## Ігри студії
| Дата випуску | Назва                               | Жанр                                       | Платформа(и)                      |
| ------------ | ----------------------------------- | ------------------------------------------ | --------------------------------- |
| 2001         | Black & White                       | Стратегія в реальному часі, симулятор бога | Microsoft Windows, Mac OS X       |
| 2002         | Black & White: Creature Isle        | Стратегія в реальному часі, симулятор бога | Microsoft Windows, Mac OS X       |
| 2004         | Fable                               | Action RPG                                 | Xbox                              |
| 2005         | Fable: The Lost Chapters            | Action RPG                                 | Microsoft Windows, Mac OS X, Xbox |
| 2005         | Black & White 2                     | Стратегія в реальному часі, симулятор бога | Microsoft Windows, Mac OS X       |
| 2005         | The Movies                          | Економічний симулятор                      | Microsoft Windows, Mac OS X       |
| 2006         | Black & White 2: Battle of the Gods | Стратегія в реальному часі, симулятор бога | Microsoft Windows, Mac OS X       |
| 2006         | The Movies: Stunts & Effects        | Економічний симулятор                      | Microsoft Windows, Mac OS X       |
| 2008         | Fable II                            | Action RPG                                 | Xbox 360                          |
| 2010         | Fable III                           | Action RPG, Симулятор                      | Microsoft Windows, Xbox 360       |
| 2012         | Fable Heroes                        | Action-adventure                           | Xbox 360 (Xbox Live Arcade)       |
| 2012         | Fable: The Journey                  | Action-adventure                           | Xbox 360                          |
| 2014         | Fable: Anniversary                  | Action RPG                                 | Microsoft Windows, Xbox 360       |

## Скасовані проєкти
- Unity (GameCube)
- BC] (Xbox)
- Black & White: Titan (Xbox, PlayStation 2)
- Black & White (PlayStation, Dreamcast)
- InkQuest
- Black & White 3 (PC)
- The Movies (GameCube, Xbox, PlayStation 2)
- Milo & Kate (Xbox 360 Kinect)
- Fable II (PC)
- Fable Legends (Xbox One, PC)